# Palau de Santa Eulàlia
Palau de Santa Eulàlia és un municipi de la comarca de l'Alt Empordà, amb capital a Santa Eulàlia. Segons IDESCAT el 2023 tenia 128 habitants en una superfície de 8,47 km² i una alçada de 86 m.
S'estén per l'extrem occidental de la plana de l'Alt Empordà, a l'esquerra del riu Fluvià, que fa de línia divisòria amb el municipi veí de Sant Mori. Anys enrere era conegut amb el nom de Palau Sardiaca, topònim derivat del domini que van tenir els ardiaques de la diòcesi de Girona, senyors del castell. A partir del segle xiv apareixen com a senyors els ardiaques de Besalú, que van abandonar Palau durant la guerra civil catalana del segle xv.
El nucli més gran de població és a Santa Eulàlia. Hi ha el centre administratiu. És un grup de cases amb elements dels segles XVI i XVIII, al voltant de l'església parroquial de Santa Eulàlia

## Geografia
- Llista de topònims de Palau de Santa Eulàlia (Orografia: muntanyes, serres, collades, indrets..; hidrografia: rius, fonts...; edificis: cases, masies, esglésies, etc).

| Entitat de població | Habitants (2024) |
| Santa Eulàlia       | 110              |
| Palau               | 26               |
| Font: Idescat       |                  |

## Indrets d'interès
- Església de Santa Eulàlia. Romànic tardà Segle XIII
- Església Sant Esteve. Capella que pertanyia al palau, al qual és adossada.
- Castell Palau dels Ardiaques. En ruïnes.

## Demografia
| 1497 f | 1515 f | 1553 f | 1717 | 1787 | 1857 | 1877 | 1887 | 1900 | 1910 |
| ------ | ------ | ------ | ---- | ---- | ---- | ---- | ---- | ---- | ---- |
| 15     | -      | 15     | 51   | 159  | 317  | 284  | 269  | 247  | 255  |

| 1920 | 1930 | 1940 | 1950 | 1960 | 1970 | 1981 | 1990 | 1992 | 1994 |
| ---- | ---- | ---- | ---- | ---- | ---- | ---- | ---- | ---- | ---- |
| 230  | 205  | 193  | 175  | 150  | 109  | 87   | 75   | 80   | 80   |

| 1996 | 1998 | 2000 | 2002 | 2004 | 2006 | 2008 | 2010 | 2012 | 2014 |
| ---- | ---- | ---- | ---- | ---- | ---- | ---- | ---- | ---- | ---- |
| 94   | 95   | 90   | 79   | 84   | 91   | 105  | 105  | 100  | 98   |

| 2016 | 2018 | 2020 | 2022 | 2024 | 2026 | 2028 | 2030 | 2032 | 2034 |
| ---- | ---- | ---- | ---- | ---- | ---- | ---- | ---- | ---- | ---- |
| 90   | 95   | 90   | 115  | 136  | -    | -    | -    | -    | -    |